# Ziva Rodann

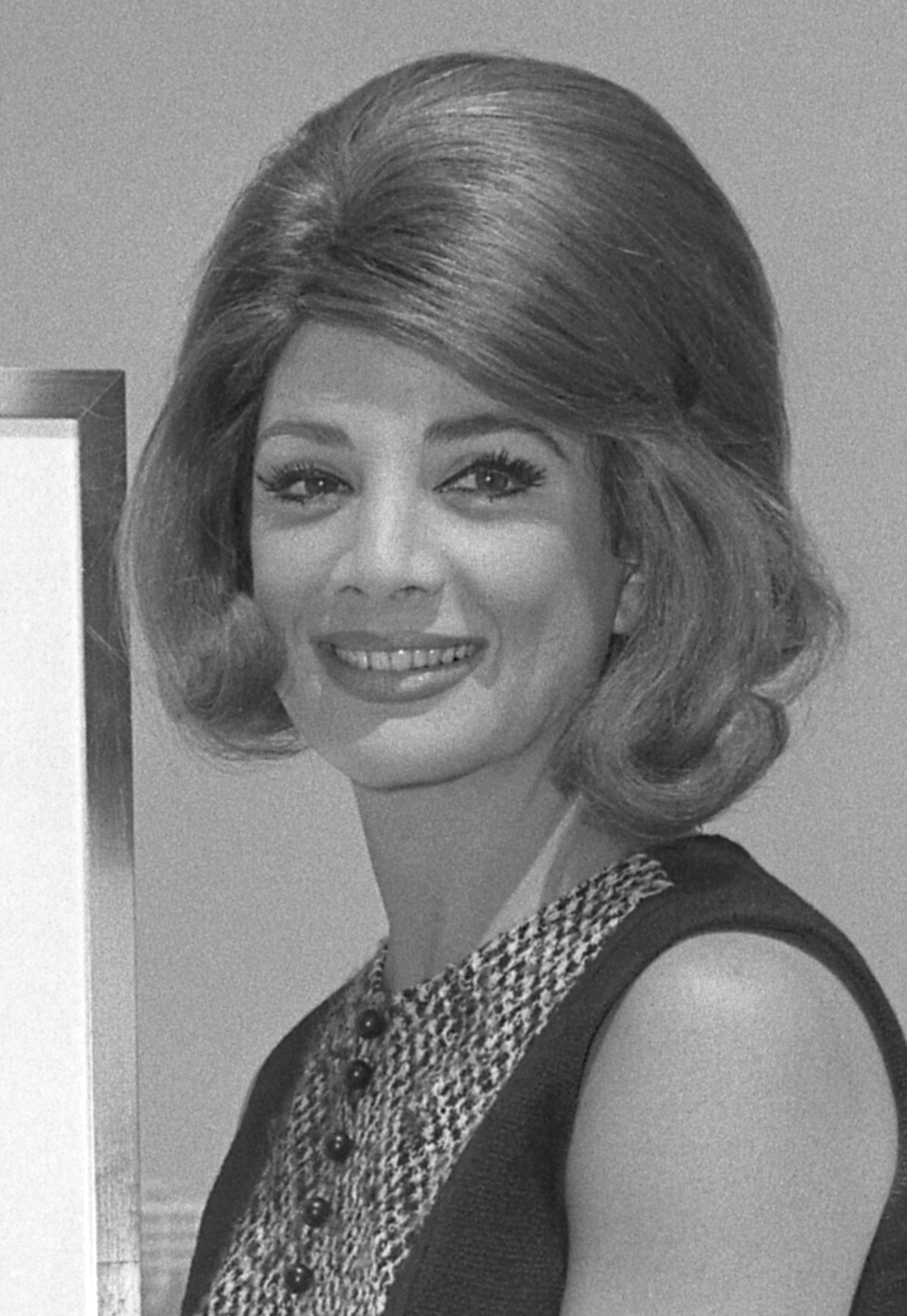
Ziva Rodann (1964)

Ziva Rodann (auch Ziva Shapir, eigentlich Ziva Shapiro; * 2. März 1935 in Haifa) ist eine israelische Schauspielerin.

## Leben
Rodann hatte ab der zweiten Hälfte der 1950er Jahre Rollen in US-Fernsehserien wie Die seltsamen Abenteuer des Hiram Holliday, Behind Closed Doors, Westlich von Santa Fé, Bonanza, Im wilden Westen, Solo für O.N.K.E.L., Perry Mason, The Real McCoys, Mr. Lucky und Immer wenn er Pillen nahm. In der Fernsehserie Batman spielte sie die Queen Nefertiti. Ab 1957 wirkte sie auch in mehreren Spielfilmen in Nebenrollen mit; so verkörperte sie an der Seite von Kirk Douglas eine Indianerin in dem John-Sturges-Western Der letzte Zug von Gun Hill (1959). Ende der 1960er Jahre kehrte sie nach Israel zurück.
Ihre Film- und Fernsehkarriere wurde großteils von ihrem Privatleben überschattet. Rodann wurden Affären mit Filmproduzenten und Schauspielern nachgesagt, darunter auch Cary Grant. Neben María Elena Marqués und Katy Jurado zählte sie in den 1950er Jahren zu den Schauspielerinnen, die für die Darstellung nicht-angloamerikanischer Rollen verwendet wurden.

## Filmographie (Auswahl)
- 1957: Das Kreuzverhör (The Tattered Dress) – Regie: Jack Arnold
- 1957: Vierzig Gewehre (Forty Guns)
- 1957: The Story of Mankind
- 1958: Die Brüder Karamasov (The Brothers Karamazov)
- 1959: Der letzte Zug von Gun Hill (Last Train from Gun Hill)
- 1959: Der große Schwindler (The Big Operator) – Regie: Charles F. Haas
- 1960: The Private Lives of Adam and Eve – Regie: Mickey Rooney, Albert Zugsmith
- 1960: Das Buch Ruth (The Story of Ruth)
- 1960: Gier nach Blut (Macumba Love) – Regie: Douglas Fowley
- 1960: College Confidential – Regie: Albert Zugsmith
- 1960: Das Schwert des roten Giganten (I giganti della Tessaglia)
- 1962: Der Rebell von Palawan (Samar) – Regie: George Montgomery
- 1963: Das Mädchen mit dem frommen Blick (Les saintes-nitouches) – Regie: Pierre Montazel
- 1964: 3 Nuts in Search of a Bolt – Regie: Tommy Noonan